# Omawumi
Omawumi Megbele, nom de scène Omawumi, née le 13 avril 1982 dans l'État du Delta au Nigeria, est une actrice du cinéma Nollywood mais également une chanteuse, compositrice. Elle fait également partie de la campagne Rise with the Energy of Afric. Elle se révèle en tant que finaliste du jeu télévisé Idols (en).

## Biographie
Omawumi Megbele est née le 13 avril 1982. Elle étudie à l'université Ambrose Alli. Elle se crée une notoriété en 2007 en tant que finaliste de West African Idols, une émission de télé-réalité faisant partie de la franchise Idol. Son deuxième album, The Lasso of Truth, est un succès commercial au Nigeria.

## Discographie
- Wonder Woman
- Lasso of Truth

## Filmographie
La filmographie de Omawumi Megbele, comprend les films suivants  :
| Année | Film                 | Rôle           | Notes                                                     |
| ----- | -------------------- | -------------- | --------------------------------------------------------- |
| 2010  | Inale (en)           |                | avec Hakeem Kae-Kazim, Caroline Chikezie et Nse Ikpe Etim |
| 2011  | The Return of Jenifa |                | avec Funke Akindele et Helen Paul                         |
| 2013  | House of Gold        | Nina Dan Ansah | avec Yvonne Nelson et Majid Michel                        |
| 2013  | Living Funeral       |                |                                                           |
| 2014  | Make a Move (en)     |                | avec Ivie Okujaye (en) et Majid Michel                    |
| 2014  | In the Music         |                |                                                           |

## Source de la traduction
- (en) Cet article est partiellement ou en totalité issu de l’article de Wikipédia en anglais intitulé « Omawumi » (voir la liste des auteurs).